# Nýtek
Nýtek je osada v rámci města Vítkov v okrese Opava. Nalézá se zhruba 3,5 km severovýchodně od Vítkova, na návrší nad pravým břehem řeky Moravice.

## Historie
První písemná zmínka o osadě Scheibendorf (dnešní Nýtek) pochází z roku 1781. V letech 1890-1910 je zmiňována pod názvem Šajbov jako osada Horní Vsi. Jako Nýtek se poprvé uvádí roku 1924.

## Pamětihodnosti
- Naučná stezka Nýtek-Vítkov